# Shūzō Oshimi
Shūzō Oshimi (押見 修造, Oshimi Shūzō, nascido em 1981), é um mangaká japonês que publica obras principalmente para a Kodansha.
Oshimi estreou com Superfly na Kodansha's Monthly Shonen Magazine. Ele ia começar a sua primeira série de Avant-Garde Yumeko na revista. Suas obras foram adaptadas em diversas mídias, com o Drift Net Cafe para um drama de tv, As Flores do Mal em um anime, e Sweet Poolside em um filme live-action. Em 2001, ele ganhou o Prêmio Tetsuya Chiba.

## Temas
O estilo narrativo de Oshimi consiste de histórias apresentando personagens principais peculiares e desajeitados, geralmente um casal menino-menina, e como a sua relação se desenrola à medida que a narrativa progride. Ele apresenta também situações incomuns, desconfortáveis e, às vezes, perturbadoras, através das quais os protagonistas têm de se sair. Este estilo narrativo tem sido visto em todas as obras do autor, incluindo o seu trabalho mais conhecido, As Flores do Mal.
Oshimi gosta de explorar temas como ganhar idade e perversão, combinado com suas experiências em sua juventude. Ele acha que o final da adolescência é difícil de definir, e cabe ao indivíduo a descobrir, como em As Flores do Mal. Ele também acredita que a perversão é uma característica de todas as pessoas que estão cercadas pelo estigma que ele quer que as pessoas reflitam sobre. Oshimi também quer explorar a perspectiva feminina em seu mangá gender-bender Dentro de Mari, porque para ele, as meninas são "metade do mundo".

## Obras
- Superfly (スーパーフライ, 2001) (スーパーフライ?, 2001) – Trabalho independente, publicado primeiramente na coleção "Avant-Garde Yumeko".
- Midnight Paranoia Star (真夜中のパラノイアスター, Mayonaka no Paranoia Sutā) (真夜中のパラノイアスター, Mayonaka no Paranoia Sutā?)
- Avant-Garde Yumeko (アバンギャルド夢子, Abangyarudo Yumeko, 2003) (アバンギャルド夢子, Abangyarudo Yumeko?, 2003) – Publicado pela Kodansha em volume único.
- Sweet Poolside (スイートプールサイド, 2004) (スイートプールサイド?, 2004) – Publicado pela Kodansha em volume único.
- Devil Ecstasy (デビルエクスタシー, 2005–2006) (デビルエクスタシー?, 2005–2006) – Publicado pela Kodansha em 4 volumes.
- Yūtai Nova (ユウタイノヴァ, 2007–2008) (ユウタイノヴァ?, 2007–2008) – Publicado pela Kodansha em 2 volumes.
- Hyōryū Net Café (漂流ネットカフェ, Hyōryū Netto Kafe, 2008–2011) (漂流ネットカフェ, Hyōryū Netto Kafe?, 2008–2011) – Publicado pela Futabasha em 7 volumes.
- Aku no Hana (惡の華, Aku no Hana, 2009–2014) (惡の華, Aku no Hana?, 2009–2014) – Publicado pela Kodansha em 11 volumes.[8]
- Shino Can't Say Her own Name (志乃ちゃんは自分の名前が言えない, Shino-chan wa Jibun no Namae ga Ienai, 2011–2012) (志乃ちゃんは自分の名前が言えない, Shino-chan wa Jibun no Namae ga Ienai?, 2011–2012) – Publicado pela Ōtashuppon, em volume único.
- Inside Mari (ぼくは麻理のなか, Boku wa Mari no Naka, 2012–2016) (ぼくは麻理のなか, Boku wa Mari no Naka?, 2012–) – Serializado pela Manga Action, publicado pela Futabasha.[9] Cinco volumes foram publicados até 27 de março de 2015.[10]
- Happiness (ハピネス, [2015–] Erro: {{japonês}}: texto da transliteração contém caractere não latino (pos 5) (ajuda)) (ハピネス, 2015–?) – Publicado pela Kodansha.[11]